# Liste der portugiesischen Botschafter in Honduras
Die Liste der portugiesischen Botschafter in Honduras listet die Botschafter der Republik Portugal in Honduras auf. Die beiden Länder nahmen 1976 ihre früheren diplomatischen Beziehungen wieder auf.
Erstmals akkreditierte sich ein Vertreter Portugals im Jahr 1958 in Honduras. 1958 eröffnete Portugal eine eigene Legation (ähnlich einer Botschaft) in der honduranischen Hauptstadt Tegucigalpa, die jedoch nie zur vollen Vertretung Portugals in Honduras wurde und etwas später wieder geschlossen wurde. Seit Beginn der Beziehungen gehört Honduras zum Amtsbezirk des Botschafters Portugals in Mexiko, der sich dazu dort zweitakkreditiert.
In der honduranischen Hauptstadt Tegucigalpa ist ein Honorarkonsulat Portugals eingerichtet.

## Missionschefs
| Name                                          | Bild     | Amtszeit            | Anmerkungen                                                                             |
| Honduras                                      | Honduras | Honduras            | Honduras                                                                                |
| --------------------------------------------- | -------- | ------------------- | --------------------------------------------------------------------------------------- |
| Eduardo Alberto Bacelar Machado               |          | ab 20. Oktober 1958 | Ministro Plenipotenciário mit Amtssitz Mexiko-Stadt, 1958 in Tegucigalpa akkreditiert   |
| António Eduardo de Carvalho Ressano Garcia    |          | ab 1977             | Botschafter mit Amtssitz Mexiko-Stadt, am 19. April 1977 in Tegucigalpa akkreditiert    |
| João Eduardo Nunes de Oliveira Pequito        |          | ab 1982             | Botschafter mit Amtssitz Mexiko-Stadt, am 5. Januar 1982 in Tegucigalpa akkreditiert    |
| Francisco José Laço Treichler Knopfli         |          | ab 1985             | Botschafter mit Amtssitz Mexiko-Stadt, am 26. November 1985 in Tegucigalpa akkreditiert |
| António Cabrita Matias                        |          | ab 1989             | Botschafter mit Amtssitz Mexiko-Stadt, am 10. Februar 1989 in Tegucigalpa akkreditiert  |
| Álvaro Gil Gonçalves Pereira                  |          | ab 1994             | Botschafter mit Amtssitz Mexiko-Stadt, am 3. Mai 1994 in Tegucigalpa akkreditiert       |
| António Chambers de Antas de Campos           |          | ab 1999             | Botschafter mit Amtssitz Mexiko-Stadt, am 9. August 1999 in Tegucigalpa akkreditiert    |
| Manuel Marcelo Monteiro Curto                 |          | ab 2002             | Botschafter mit Amtssitz Mexiko-Stadt                                                   |
| Francisco Manuel Guimarães Henriques da Silva |          | ab 2004             | Botschafter mit Amtssitz Mexiko-Stadt                                                   |
| Francisco Domingos Garcia Falcão Machado      |          | ab 2007             | Botschafter mit Amtssitz Mexiko-Stadt                                                   |
| João José Gomes Caetano da Silva              |          | ab 2011             | Botschafter mit Amtssitz Mexiko-Stadt                                                   |
| Jorge Ayres Roza de Oliveira                  |          | seit 2015           | Botschafter mit Amtssitz Mexiko-Stadt                                                   |